# Henri Legarda
 (mars 2023).
Henri Legarda est un homme d'affaires français né dans l'Isère le 10 mai 1948. Il a été président du club de football du Mans FC. Il est le PDG du Groupe Vallée SA.
Le 6 juillet 2015, il devient co-président du club de football DCMP Imana. Il en démissionnera le 24 mars 2016 pour des raisons de sécurité.

## Parcours professionnel - Chef d'entreprise
Henri Legarda a d'abord été commercial dans plusieurs entreprises. Il reprend l'entreprise Vallée dans les années 1980. À l'époque, l'entreprise ne comptait qu'une centaine d'employés. Aujourd'hui, Henri Legarda est à la tête d'un groupe de plus de 500 personnes. Il dirige plusieurs entreprises formant le Groupe Vallée :
- Vallée SAS (bâtiment : ravalement, ITE, peinture, faux plafonds, sols…) au Mans, à Clamart et à Nantes
- Vallée Aquitaine à Bordeaux
- Vallée Atlantique à St Barthélémy d'Anjou
- Vallée Afrique à Abidjan
- Scarev (désamiantage) au Mans et à Clamart
- Duons (infrastructure réseaux et télécoms, services informatiques) à Brisbane, Clamart et Mexico
- ETS FREHEL (Peinture Tours)

## Le football

### Le Mans Football Club
Henri Legarda est actionnaire majoritaire et ancien président du club de football du Mans FC de 2001 a 2013. D'abord président du conseil de surveillance de 2001 à 2003, il prenait la fonction de président du directoire lors de la montée du club en Ligue 1 en 2003.
Henri Legarda fut artisan du développement des infrastructures du club à la suite des constructions :
- Du stade moderne de 25 000 places, le MMArena
- De l'internat sportif
- Du centre d'entraînement et administratif de la Pincenardiere situé à Mulsanne

Il développa des concepts novateurs tels que :
- Premier naming de France avec le nouveau stade et l'assureur MMA
- Mise en place du cash-less où le spectateur règle l'ensemble de ses dépenses à l'aide d'une carte magnétique dans l'enceinte du stade
- Mise en place du HRP, un programme médical permettant une ré-athlétisation optimale du sportif
- Premier partenariat avec la Fédération de Chine de football et la signature du premier contrat professionnel pour un joueur chinois Zhang Jiaqi
- Mise en place de nombreux partenariats avec le continent Africain

En 7 ans, le club est passé du statut de club ancré en ligue 2 à un club de milieu de tableau de Ligue 1, avant de redescendre en ligue 2 à l'issue de la saison 2009-2010.
Le club commence donc la saison suivante avec sa nouvelle identité et est ainsi nommé LE MANS FC (Le Mans Football Club), avec pour objectif de remonter en Ligue 1 avec son nouveau stade MMArena.
LE MANS FC est le tout premier club français à adopter le naming pour l'appellation de son tout nouveau stade. L'inauguration de ce stade nouvelle génération s'est déroulée le 29 janvier 2011 à l'occasion de la 21e journée de Ligue 2 et celle-ci s'est effectuée avec une victoire 3-0 contre l'AC Ajaccio (27e minute par Baal, 29e minute par Poté, 75e minute par Helstad). Ludovic Baal est donc le tout premier buteur de l'histoire du MMArena.
Après s'être sauvé sportivement à l'issue de la saison 2011/2012, la DNCG annonce le 11 juillet 2012 que le club manceau sera relégué administrativement  en national en raison d'un déficit de 3 millions d'euros. Ayant fait appel à la décision, Henri Legarda avec l'aide de plusieurs soutiens arrivent à convaincre la CNOSF de lever la rétrogradation administrative. Le club manceau jouera en Ligue 2 lors de la saison 2012-2013.
Cependant le club finit 18e de Ligue 2 avec un déficit financier, il sera exclu des championnats nationaux par décision de la Fédération française de football.
Le Mans FC se retrouve donc en Division d'Honneur en septembre 2013.

### Le DCMP Imana de Kinshasa
Le 6 juillet 2015, il est élu co-président du DCMP Imana, club de football historique, le plus titré et le plus populaire[réf. nécessaire], évoluant en Ligue 1 du championnat de football de la République Démocratique du Congo.